# Ann Brashares
Ann Brashares (Alexandria (Virginia), 30 juli 1967) is een Amerikaanse schrijfster uit Brooklyn. Ze studeerde filosofie aan het Barnard College te New York. Tijdens haar studie was ze redacteur bij een kinderboeken-uitgeverij, maar na haar eerste boek werd ze fulltime schrijfster. In 2001 maakte ze haar debuut met het jeugdboek The Sisterhood of the Traveling Pants, dat in 2002 in het Nederlands vertaald is als 4 vriendinnen, 1 spijkerbroek. Het boek is in meer dan 15 landen vertaald en Warner Bros kocht de filmrechten. In 2005 kwam the film The Sisterhood of the Traveling Pants uit en in 2008 het vervolg daarop, The Sisterhood of the Traveling Pants 2, dat gebaseerd is op het vierde boek uit de serie, Forever in Blue: The Fourth Summer of the Sisterhood.